# William Short
William Short (1759-1849) est le secrétaire particulier de Thomas Jefferson lorsque celui-ci est commissaire de la paix et ministre des États-Unis en France de 1784 à 1789. Jefferson, plus tard troisième président des États-Unis, a été sa vie durant le mentor et ami de Short. Dans une lettre de 1789, Jefferson désigne Short comme son « fils adoptif ». Short, un des premiers membres et président (1778–1781) du Phi Beta Kappa au Collège de William et Mary, est élu au Conseil exécutif de Virginie en 1783-1784, sert comme chargé d'affaires de l'Amérique en France pendant la Révolution française de 1789 à 1792, est ensuite nommé ministre de l'Amérique aux Pays-Bas et commissaire de traité en Espagne. (Les États-Unis n'y ont pas eu d'ambassadeurs jusqu'en 1893. Jusqu'à cette époque, les diplomates de rang les plus élevés étaient appelés ministres. Bien que sa carrière diplomatique n'a pas été aussi célèbre ou longue que Short l'ait souhaité et que son histoire d'amour avec une femme de la noblesse française a pris fin lorsque celle-ci a épousé un autre homme, Short était un homme d'affaires prospère et un adversaire de l'esclavage, mort très riche en Amérique.

## Biographie
William Short naît en 1759 de William Short (le cinquième) et Elizabeth Skipwith à Spring Garden, comté de Surry en Virginie. Il est le frère de Peyton Short (en), spéculateur foncier et homme politique au Kentucky.
Pendant son séjour à Paris comme secrétaire privé de Thomas Jefferson, William Short sert comme chargé d'affaires en l'absence de Jefferson. Après que ce dernier est retourné en Amérique en 1789, Short poursuit sa mission comme chargé d'affaires et comme il est le diplomate américain du plus haut rang en France, il sert essentiellement de ministre de remplacement des États-Unis pendant trois ans. Pendant ce temps, dans ce qui va devenir une correspondance de toute une vie, Short fournit à Jefferson des rapports détaillés sur les progrès de la Révolution française. Après 1792, Short est déçu par la violence excessive de la Révolution qui se traduit par l'arrestation ou l'assassinat de plusieurs de ses amis.
De septembre 1790 jusqu'en août 1794, Short intervient également comme agent financier des États-Unis en Europe et à ce titre refinance la dette extérieure de l'Amérique, négociant un taux d'intérêt inférieur à ce bénéficie tout autre pays - service qui aide grandement le gouvernement fédéral des États-Unis dans les années 1790. En 1792, Short est nommé Ministre aux Pays-Bas puis commissaire plénipotentiaire aux traités en Espagne. La mission en Espagne de Short est frustrante cependant parce que la France et l'Espagne entrent en guerre en mars 1793, rendant tout traité hispano-américain beaucoup plus difficile. Après avoir travaillé sur les négociations pendant des années, il est démis de ses fonctions alors même que la situation commence à s'améliorer et ne reçoit donc pas crédit lorsqu'un traité est finalement conclu. Short rentre à Paris mais après avoir constaté que la femme qu'il aime, la duchesse Rosalie de la Rochefoucauld, ne veut pas quitter la France, short retourne aux États-Unis en 1802 pour s'occuper d'affaires. Immédiatement après son retour, Short séjourne pendant un mois à Monticello, domaine et résidence de Jefferson.
Quelques années plus tard, Jefferson alors président, nomme Short ministre en Russie en 1808. Cependant, après l'arrivée de Short en Europe, le Sénat américain décide de ne pas envoyer de diplomate en Russie et Short n'occupe jamais ce poste. Short est irrité contre James Madison, qui a succédé à Jefferson à la présidence, de ne pas renouveler sa nomination et de l'envoi de John Quincy Adams à sa place en 1809. Short constate également que Rosalie non seulement ne veut pas quitter la France pour l'épouser mais a en fait épousé un vieux et riche parent à la place. Short quitte l'Europe pour de bon, retourne en Amérique et consacre les dernières années de sa vie à la gestion de ses relations d'affaires avec succès, soutenant divers projets philanthropiques et entretenant son amitié avec Jefferson au moyen de visites et de lettres.
Short est à la fois un adversaire de l'esclavagisme et croit en l'égalité naturelle des races. En 1798, il écrit que de nouvelles recherches sur les sociétés de l'Afrique ont donné la preuve que les personnes noires sont capables de grandes civilisations et — espère-t-il — cette nouvelle sapera les préjugés raciaux que de nombreuses personnes blanches en Amérique entretiennent envers les personnes noires. Il plaide pour la libération des esclaves en Amérique, en leur donnant des terres agricoles et l'accès à l'éducation et soutient les mariages interraciaux. Plus tard dans sa vie, il devient partisan de l'American Colonization Society, croyant que les propriétaires d'esclaves seront encouragés par elle à libérer leurs esclaves,.

## Lettres d'amour et liaison avec Rosalie de La Rochefoucauld
William Short n'a jamais acquis la notoriété ou le prestige politique auxquels il aspirait malgré son charme et son intelligence, ses missions diplomatiques en Europe ou par sa relation étroite avec Thomas Jefferson qu'il considérait comme un second père.
Mais il a entretenu une extraordinaire liaison avec Alexandrine Charlotte de Rohan-Chabot, familièrement appelée Rosalie, la duchesse de La Rochefoucauld. Belle et passionnée, c'était une aristocrate au cours de la Révolution française. Rosalie est témoin de la violence régnant durant la Terreur, dont l'assassinat de son mari et l'exécution de son frère[Qui ?].
La liaison de William et Rosalie est rapportée par des  centaines de lettres qui détaillent ces événements et qui documentent les douleurs de la séparation des amoureux et leur frustration avec les normes sociales. De même, leurs écrits de dévotion réciproques sont particulièrement poétiques et émouvants. Leurs lettres d'amour sont une contribution littéraire authentique et offrent des idées personnelles délicieuses dans une ère turbulente de l'histoire du monde.
Bien que leur liaison ait duré, la duchesse a fini par épouser un parent, Boniface Louis Andre, marquis de Castellane en 1810.